# Норон-л’Аббеи
Норо́н-л’Аббеи́ (фр. Noron-l’Abbaye) — коммуна во Франции, находится в регионе Нижняя Нормандия. Департамент коммуны — Кальвадос. Входит в состав кантона Фалез-Север. Округ коммуны — Кан.
Код INSEE коммуны — 14467.

## Население
Население коммуны на 2010 год составляло 339 человек.
| 1962 | 1968 | 1975 | 1982 | 1990 | 1999 | 2010 |
| ---- | ---- | ---- | ---- | ---- | ---- | ---- |
| 232  | 192  | 182  | 184  | 211  | 220  | 339  |

## Экономика
В 2010 году среди 220 человек трудоспособного возраста (15—64 лет) 153 были экономически активными, 67 — неактивными (показатель активности — 69,5 %, в 1999 году было 63,9 %). Из 153 активных жителей работали 141 человек (75 мужчин и 66 женщин), безработных было 12 (7 мужчин и 5 женщин). Среди 67 неактивных 19 человек были учениками или студентами, 27 — пенсионерами, 21 были неактивными по другим причинам.